# میلیلیت
میلیلیت (به انگلیسی: Melilite) با فرمول شیمیایی (CaNa)2 (MgAlFe)[4] [Si2O7] از مجموعه کانی هاست و  از واژه‌های یونانی meli یعنی عسل و lithos بمعنای سنگ گرفته شده‌است.  محلول در HCl CaO:۱۹٫۱۷٪  Na2O:۲۱٫۱۶٪  MgO:۴٫۵۹٪  Al2O۳:۵٫۸۱٪  FeO:۸٫۱۹٪  SiO۲:۴۱٫۰۸٪   از نظر شکل بلور: قرصی شکل - منشوری، رنگ: سفید - متمایل به زرد - قهوه‌ای - خاکستری، شفافیت: شفاف - نیمه شفاف، شکستگی: صدفی - نامنظم، جلا: شیشه‌ای - چرب، رخ: ضعیف، سیستم تبلور: کوادراتیک و در رده‌بندی سیلیکات است همچنین خاصیت مغناطیسی ندارد و منشأ تشکیل آن ماگمایی - دگرگونی مجاورتی است.
همایند کانی‌شناسی (پارانژ) آن سختی - چگالی - واکنش هایشیمیایی و اشعه Xژهلنیت - فلدسپات ها- فلوگوپیت- پراوسکیت- مگنتیت- اولیوین و غیره است
، از نظر ژیزمان  بلوری - آگرگات لاملار - دانه‌ای فراوان ; آلمان، ایتالیا، کنیا، اوگاندا، URSS، آمریکا، آفریقای جنوبی، ژاپن و.... یافت می‌شود.

## منبع
- پردیس کشاورزی ایران